# Lugnet, Håbo kommun
Lugnet är en småort i Skoklosters socken i Håbo kommun, Uppsala län. 